# Spermacoce chaetocephala
Spermacoce chaetocephala är en måreväxtart som beskrevs av Dc.. Spermacoce chaetocephala ingår i släktet Spermacoce och familjen måreväxter. Inga underarter finns listade i Catalogue of Life.